# باول ستانتون (ممثل)
باول ستانتون (بالإنجليزية: Paul Stanton)‏ هو ممثل أمريكي، ولد في 21 ديسمبر 1884، وتوفي في 9 أكتوبر 1955.

## أعمال

### أفلام
- (1936) رقم خاص
- (1937) الحقيقة البشعة

## وصلات خارجية
- باول ستانتون على موقع IMDb (الإنجليزية)
- باول ستانتون على موقع قاعدة بيانات برودواي على الإنترنت (الإنجليزية)
- باول ستانتون على موقع قاعدة بيانات الفيلم (الإنجليزية)